# Arna Bontemps
Arnaud "Arna" Wendell Bontemps (Alexandria, 13 de outubro de 1902 — Nashville, 4 de junho de 1973) foi um poeta, escritor e bibliotecário norte-americano. Foi membro do observado do Renascimento do Harlem.